# Eleição para governador de Arkansas em 2006
A eleição para governador do estado americano do Arkansas em 2006 foi realizada no dia 7 de novembro de 2006, em uma terça-feira. O governador Mike Huckabee não pode concorrer a reeleição, pois foi reeleito na eleição de 2002.
Esta foi também a primeira vez desde 1978 (quando Bill Clinton foi eleito para seu primeiro mandato) que não havia candidato concorrendo a reeleição.
Na primeira pesquisa, divulgada pela Survey, o candidato democrata aparecia com 49%, contra 44% do candidato republicano,, na segunda pesquisa divulgada no dia 17 de julho de 2006 pela Survey,o candidato democrata tinha 10% de vantagem,somando 48%, contra 38% do candidato republicano. Na pesquisa divulgada no dia 22 de agosto de 2006, pela Opinion Research Associates, o candidato democrata contava com 52%, contra 31% do candidato republicano,, na pesquisa feita pela Zogby, no dia 11 de setembro de 2006, apontava empate técnico, com pequena diferença a favor do candidato democrata, Beebe contava com  47.6%, contra 44,3% do candidato republicano,, na última pesquisa antes da eleição Hutchinson contava com 48%, contra 45% de Beebe.
Os resultados foram parcialmente parecidos com as pesquisas, Mike Beebe obteve 422.198 votos, 55,3%, Asa Hutchinson obteve 312.644 votos, 41,0%, Rod Bryan obteve 15.589 votos, 2,0%, Jim Lendall do Partido Verde ficou na última colocação com 12.593 votos, 1,7%.